# Reconstructivisme
 (mars 2013).
Si vous disposez d'ouvrages ou d'articles de référence ou si vous connaissez des sites web de qualité traitant du thème abordé ici, merci de compléter l'article en donnant les références utiles à sa vérifiabilité et en les liant à la section « Notes et références ».
Le reconstructivisme est une théorie philosophique considérant que les sociétés devraient continuellement se réformer afin d'établir les plus parfaits gouvernements ou réseaux sociaux. Cette idéologie consiste à recombiner ou recontextualiser les idées provenant de la philosophie de la déconstruction, dans lequel un système ou milieu existant est divisé dans ses plus petits éléments significatifs, et dans lequel ces éléments sont utilisés pour construire un nouveau système ou milieu exempt des restrictions de l'ancien.
Certains penseurs ont tenté d'attribuer le terme « reconstructivisme » au mouvement de l'art post-postmoderne. Dans un essai de Chris Sunami, « l'art reconstructiviste » est décrit comme suit :

« Une œuvre d'art reconstructiviste s'appuie sur les œuvres antérieures déconstructionnistes et des techniques, mais les adapte aux thèmes et structures classiques, dans le but de créer des œuvres d'une réelle émotion et signification. De cette façon, le reconstructivisme (quand il fonctionne) combine le dynamisme et l'originalité de la déconstruction avec le confort, les plaisirs et les avantages du classicisme. L'objectif global du reconstructivisme est de réveiller le sens du Réel dans un monde où tout a été démontré être une illusion. »

Un des exemples que Sunami offre de cette technique est la façon dont certaines formes de musique moderne intègrent des échantillons déconstruits de musiques anciennes, et combinent et organisent ces échantillons d'une manière nouvelle dans le cadre d'une nouvelle composition.